# جينا فريدمان
جينا فريدمان (بالإنجليزية: Jena Friedman)‏ هي كاتبة سيناريو وممثلة أمريكية، ولدت في 11 يناير 1983 في هادونفيلد في الولايات المتحدة.

## وصلات خارجية
- الموقع الرسمي
- جينا فريدمان على موقع IMDb (الإنجليزية)
- جينا فريدمان على موقع ميوزك برينز (الإنجليزية)
- جينا فريدمان على موقع ديسكوغز (الإنجليزية)
- جينا فريدمان على موقع قاعدة بيانات الفيلم (الإنجليزية)